# Abbaye de Vermand
L'abbaye de Vermand est une ancienne abbaye située à Vermand, en France. Elle a été fondée en 1144 par des chanoines prémontrés.

## Historique
Une abbaye de moines bénédictins fut fondée au VIIIe siècle. Elle fut ravagée lors des invasions vikings.
En 1044, une donation faite par le comte Herbert IV de Vermandois permit d'installer des clercs en l'église de Vermand. En 1144, l'évêque de Noyon Simon de Vermandois fit appel aux prémontrés pour que des chanoines réguliers s'installassent à Vermand. L'abbaye dédiée à saint Quentin et à Notre-Dame dépendait donc du diocèse de Noyon. Elle est toujours restée d'importance modeste car le nombre de religieux ne dépassa jamais douze chanoines.
A la Révolution française, le 2 novembre 1789, l'Assemblée nationale décréta que « les biens du clergé sont mis à la disposition de la Nation ». Déclaré bien national en 1790, l´abbaye Notre-Dame de Vermand fut supprimée et les religieux durent quitter les lieux.